# Julien Tardieu
Julien Tardieu, né le 19 janvier 1896 à Santiago del Estero (Argentine) de parents d'origine cévenole et décédé le 23 février 1980 à Paris, est un homme politique français.

## Biographie
Fils d'émigrés cévenoles en Argentine, Julien Tardieu suit des études secondaires, puis supérieures en France, qui sont interrompues par la première guerre mondiale, à laquelle il participe comme engagé volontaire. Grièvement blessé au combat, il est fait prisonnier. Il sera reconnu invalide de guerre par la suite. Il est aussi décoré de la croix de guerre, de la légion d'honneur, la médaille interalliée et de la croix du combattant.
Après son retour en France, il travaille comme clerc d'avoué, à Sète, avant de devenir liquidateur judiciaire. Puis, en 1924, il entre dans l'administration de la Maison de la bonne presse, jusqu'en 1932.
Son engagement politique est contemporain de son retour à la vie civile. Il milite au sein des jeunesses de l'Alliance républicaine démocratique. En 1928, il fait partie de la direction de cette Union des jeunesses républicaines démocratiques, qui deviennent en 1934 les Jeunesses républicaines françaises.
En 1936, il est candidat aux législatives dans la circonscription de Millau, en Aveyron, mais n'est pas élu.
En 1938, il entre dans les instances nationales d'une ARD polarisée entre les soutiens de Pierre-Etienne Flandin, dont il fait partie, et ceux de Paul Reynaud.
Pendant la seconde guerre mondiale, il s'engage dans la résistance et prend une part active au maquis des Cévennes. Son action pendant le conflit lui vaut la croix du combattant volontaire de la résistance et la médaille militaire. A la Libération, il est nommé directeur régional du ministère de l'information, en résidence à Montpellier, poste qu'il occupe jusqu'en 1947.
Ayant rejoint le Rassemblement du peuple français à sa création, il est élu conseiller municipal de Paris sous cette étiquette cette même année. Pendant son mandat, renouvelé en 1953, il est rapporteur général du compte de la Ville de Paris. Réélu en 1959, il exercera les fonctions de président du conseil municipal de 1960 à 1961.
Lorsqu'en, en 1952, une partie des élus du RPF, dont le député parisien Édouard Frédéric-Dupont, rompent avec Charles de Gaulle pour soutenir Antoine Pinay, Jean Tardieu les suit et s'engage au sein du Centre des indépendants et républicains nationaux, formation strictement parisienne, qui s'intègre en 1954 au CNI.
Candidat lors de l'élection législative partielle de janvier 1957, provoquée par le décès de Vincent de Moro-Giafferri, il est élu député au second tour, avec 54,9 % des voix, battant notamment la socialiste Mireille Osmin et Pierre Poujade, tandis que Claude Bourdet et André Soubiran avaient été éliminés au premier tour.
Candidat à sa réélection dans le 14e arrondissement de Paris en novembre 1958, il profite de la division des gaullistes pour l'emporter au second tour, avec 41,4 % des voix.
C'est sur la question de l'Algérie qu'il s'éloigne de la majorité gouvernementale. En juin 1959, il prononce à l'assemblée un plaidoyer pour l'Algérie française qui préfigure une rupture qui se produit dès octobre, quand il s'abstient sur la déclaration de politique générale de Michel Debré.
Au Palais-Bourbon, il est essentiellement reconnu comme spécialiste des questions budgétaires. Il est notamment rapporteur du budget de la justice pendant toute la législature. Il déplore régulièrement des moyens insuffisants pour les prisons.
Comme la très grande majorité des députés du CNI, il vote la motion de censure contre le gouvernement Pompidou en octobre 1962.
Candidat à sa réélection, il n'obtient que 19,4 % des voix au premier tour, et est largement distancé par le gaulliste Michel de Grailly (40,3 %). Sa candidature, maintenue au second tour, n'a que peu de chance d'aboutir et il est effectivement battu, augmentant à peine son résultat (20,4 %) tandis que Grailly dépasse les 50 %, le reste des voix allant au candidat du PCF.
Cet échec électoral en appelle d'autres. En 1965, sa liste de centre-droit est largement battue lors des municipales dans le 14e arrondissement. Lors des législatives de 1973, il est suppléant du candidat centriste Alain Lombard, qui n'obtient que 12,7 % des voix au premier tour et est éliminé.
Il se retire alors totalement de la vie politique.

## Mandats
- Député de la Seine (janvier 1957-décembre 1958) après une élection partielle à la suite du décès de Vincent de Moro-Giafferi
- Député de la 15e circonscription de Paris (décembre 1958-octobre 1962)
- Président du conseil municipal de Paris (juin 1960-juin 1961)

## Décorations
- Chevalier de l'Ordre national de la Légion d'honneur
- Titulaire de la médaille militaire
- Croix de guerre 1914-1918
- Croix du combattant volontaire de la Résistance